# Сабрина: Анимационният сериал
„Сабрина: Анимационният сериал“ е американски анимационен сериал, стартирал през 1999 г.

## „Сабрина: Анимационният сериал“ в България
В България сериалът е излъчен по Нова телевизия, а повторенията по Диема Фемили, като е с български дублаж.